# Henry Spira
Henry Spira (19. juni 1927 – 12. september 1998) var en fremstående dyreretsaktivist og en af hovedmændene bag den amerikanske bevægelse mod dyreforsøg. Spira blev født i Antwerpen, men han flygtede med sin familie, som var jøder, til Amerika i 1940 for at undslippe nazisterne.

## Aktivisme
En af Spiras inspirationskilder skulle angiveligt være Peter Singers Animal Liberation fra 1973. I 1974 grundlagde Spira Animal Rights International (ARI), og i 1976 førte han ARI's kampagne mod vivisektion på katte af American Museum of Natural History; det var den første sådanne kampagne nogensinde, som det lykkedes at stoppe eksperimenter.
En anden kampagne var mod kosmetikgiganten Revlon's brug af Draize-testen, som gjorde kaniner blinde i processen for at finde ud af om kosmetiske produkter kunne irritere øjnene. 15. april 1980 indrykkede Spira og ARI en helsides-annonce i New York Times med overskriften How many rabbits does Revlon blind for beauty's sake? ("Hvor mange kaniner gør Revlon blinde for skønhedens skyld?"). Som et direkte resultat heraf begyndte Revlon at forske i mere dyrevenlige alternativer.
Spira tog et billede af en primat, som havde siddet indespærret på en stol i Bethesda Naval Hospital og sendte det til Black Star Wire Service, som videredistribuerede billedet verden rundt. Det blev vist til Indira Gandhi, Indiens daværende premierminister, som derefter afbrød eksporten af aber til USA, da hun mente, at billedet beviste, at US Navy ikke overholdt den aftale med Indien, som forbød militæret at foretage dyreforsøg.
Andre kampagner omhandlede brændemærkning af kvæg, fjerkræindustrien og fast-food giganten KFC. Spira var dog alligevel fortaler for gradvise forandringer, bl.a. da han forhandlede med McDonald's for at forbedre forholdene i deres tilknyttede slagterier.
Spira døde af kræft i spiserøret i 1998.  Peter Singer har efterfølgende skrevet om hans liv i Ethics Into Action: Henry Spira and the Animal Rights Movement (Rowman & Littlefield, 1998).